# Beste-Hoffnung-Gang
Der Beste-Hoffnung-Gang ist eine geologische Gangstörung mit sehr kurzer streichender Erstreckung in der Nähe von Wolfshagen im Harz. Er gehört systematisch zu den Oberharzer Erzgängen. Auf dem Beste-Hoffnung-Gang wurden eher erfolglose Bergbauversuche geringen Umfangs durchgeführt.

## Verlauf (projiziert auf die Tagesoberfläche)
Der Verlauf westlich des ehemaligen Steinbruches Sülteberg ist unbekannt.
Steinbruch Sülteberg – Alexanderplatz – Westerberg – Dittmarsberg – Granetalsperre – Anscharung an den Todberger Gangzug am Verlorenen Berg.

## Paragenese, Besonderheiten
Der Beste-Hoffnung-Gang führt etwas Chalkopyrit, Pyrit und Goethit. Die Gangarten bestehen aus Quarz und Calcit.

## Aufschlüsse
Es sind keine deutlichen Hinweise auf die Existenz eines Ganges bekannt.

## Bergbaugeschichtlicher Überblick
Um 1865 erfolgte ein Versuchsbergbau auf dem Gipfel des Westerberges.